# Lill-Dammtjärnen
Lill-Dammtjärnen är en sjö i Örnsköldsviks kommun i Ångermanland och ingår i Lögdeälvens huvudavrinningsområde. Sjöns area är 0,01 kvadratkilometer och den är belägen 206 meter över havet.